# Автошлях B7 (Німеччина)
Федеральний автошлях 7 (B7, нім. Bundesstraße 7)  — німецька федеральна дорога, веде від перехрестя Бюдеріх на федеральному автобані 52 до Рохліца біля Хемніца. Її протяжність близько 500 кілометрів. Спочатку західний кінець лінії був Лойт-Шваненхаус на голландському кордоні поблизу Венло.